# Terje Håkonsen
Terje Haakonsen (ur. 11 października 1974 w Telemarku), norweski snowboardzista.
Na swoim koncie ma 5 europejskich i 3 światowe wygrane mistrzostwa w half-pipe. Wygrał U.S.Open (3 razy) i Legendary Mt. Baker Banked Slalom (4 razy). Jego najpóźniejszym przedsięwzięciem są Arctic Challenge, zawody rozgrywane na wyspach Lofotach w Norwegii. Terje i jego partnerzy utworzyli konkurs dla jeźdźców bez pomocy handlowego wsparcia.